# Конгрегация
Конгрегацията е обединение на католически общини в рамките на един орден. Така се наричат още и ръководните органи на католическата църква в Рим. Свързано е с християнството. Например през 1622 г. е създадена конгрегация за пропаганда на вярата.